# Maţāy
Maţāy är en ort i Egypten. Den ligger i guvernementet al-Minya, i den centrala delen av landet, 190 km söder om huvudstaden Kairo. Maţāy ligger 40 meter över havet och folkmängden uppgår till cirka 60 000 invånare.

## Geografi
Terrängen runt Maţāy är platt.  Trakten runt Maţāy är nära nog obefolkad, med mindre än två invånare per kvadratkilometer. Närmaste större samhälle är Samalut, cirka 14 km sydväst om Maţāy. Trakten runt Maţāy är ofruktbar med lite eller ingen växtlighet.